# Сукуленти

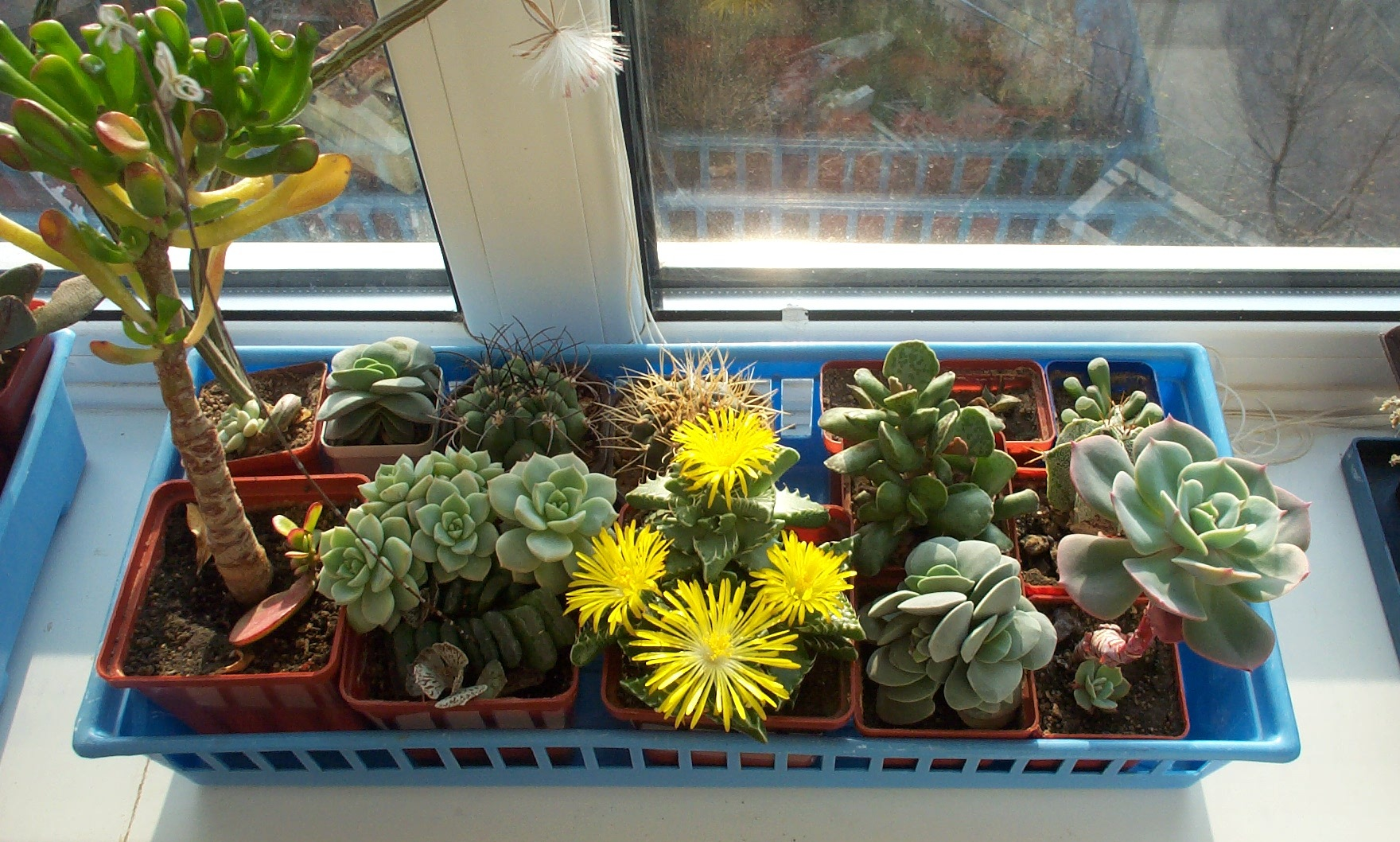
Невелика колекція сукулентів: жовтозілля, товстолисти, гімнокаліціуми, астрофітум, адроміскус, гавортія, ечеверія, фенестрарія, фаукарії (цвітуть)

Сукуле́нти (від лат. succulentus — «соковитий») — рослини, що мають спеціальні тканини для запасання води.

## Місця зростання

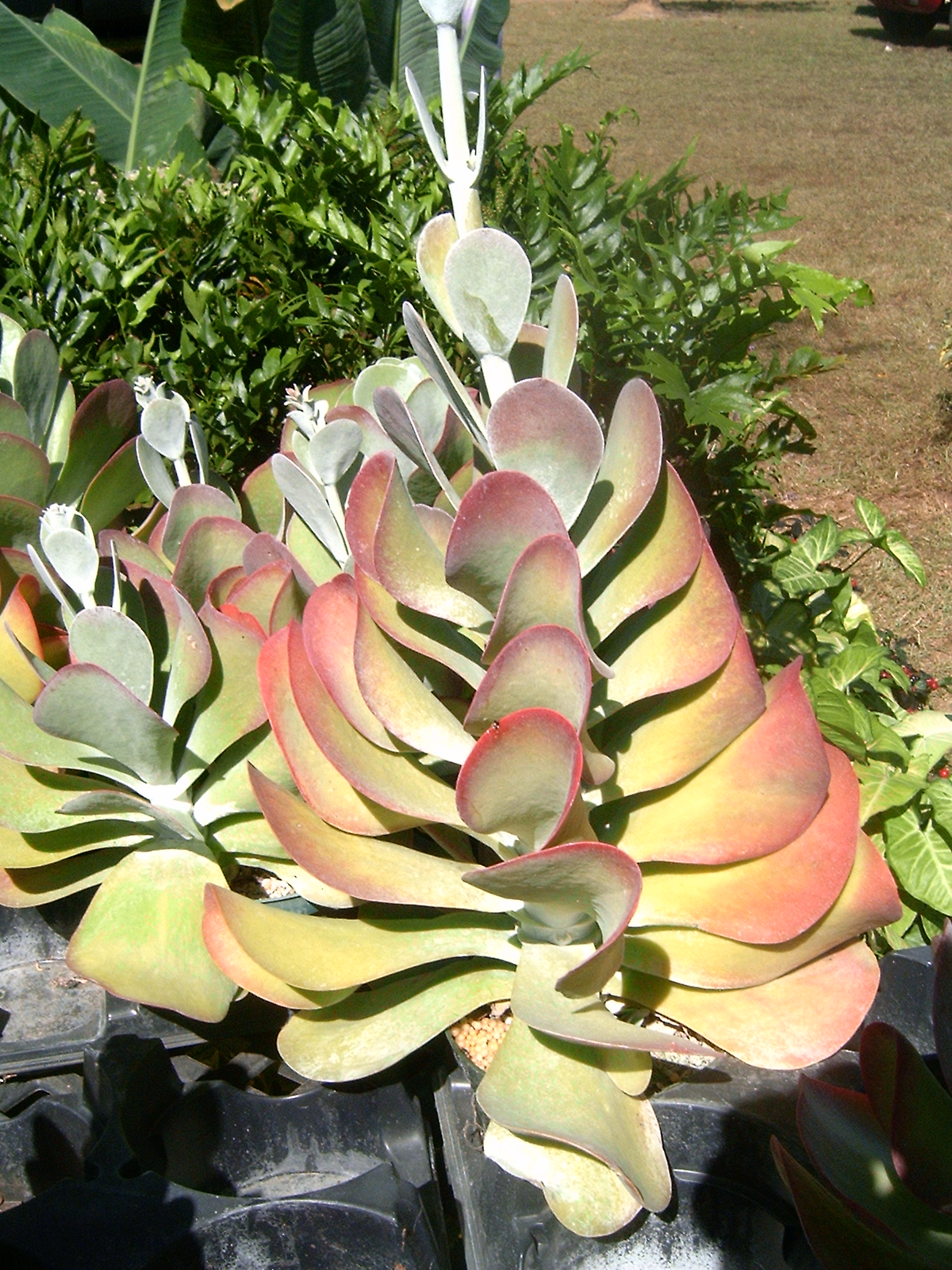
Декоративний седум — типовий листяний сукулент

Група сукулентів загалом охоплює понад 10 000 видів (майже 4 % судинних рослин). До цієї широкої групи належать рослини різного географічного походження. Особливо характерні сукулентні рослини для флори посушливих регіонів Південної та Північної Америки (кактуси, ечеверії, агави, пахіфітуми), Південної Африки (аргіродерми, швантезії, літопси, конофітуми, плейоспілоси, гавортії, гастерії, гудії, гуернії, стапелії), Східної Африки та Мадагаскару (алое, аденіуми, пахіподіуми), Західної Африки та Канарських островів (еоніуми, монантеси), де вони ростуть поодиноко або великими групами часто в умовах різкої нестачі вологи.

## Морфологічні та фізіологічні особливості
Епідерміс сукулентних рослин зазвичай має дуже потовщену кутикулу, стебла та листя часто вкриті восковим шаром і численними волосинками. Для них характерна форма стебла з малою площею випаровування, повна відсутність листя або своєрідна будова та їх розміщення. До того ж, ці рослини мають особливий тип метаболізму, який дає змогу економно витрачати накопичену у вологий період воду.

## Різновиди

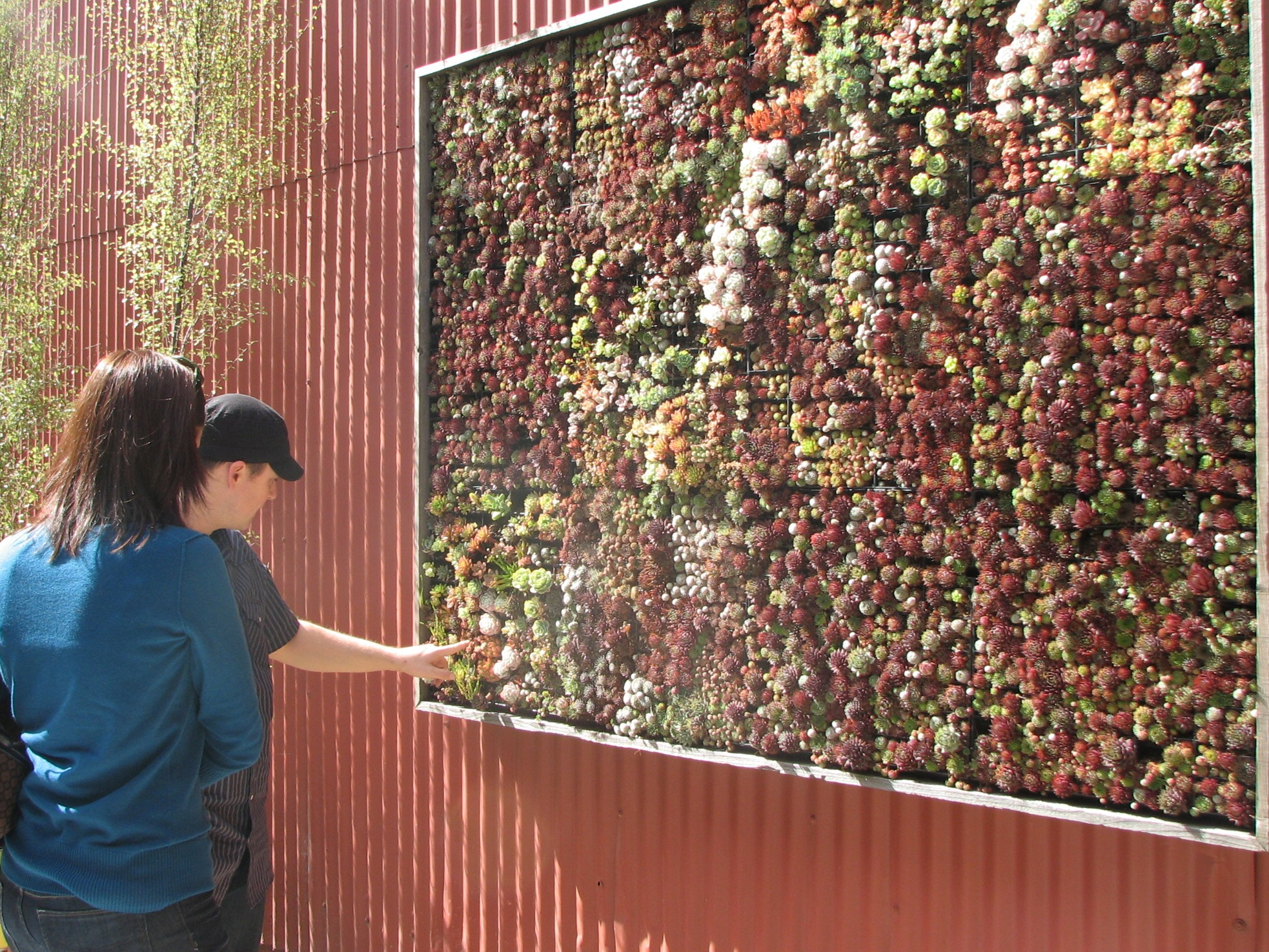
Жива стінка із сукулентів. Складена, в першу чергу із молодил з ечеверіями і товстянками

Сукулентні рослини надзвичайно різноманітні: серед них є трав'янисті рослини та чагарники, малюки розміром 2-3 см та великі рослини, що в природних умовах досягають 6 м заввишки.
Сукулентні рослини не зв'язані між собою загальним походженням, їх схожі риси спричинені схожими умовами проживання. Тому — це категорія не ботанічна, а радше фізіологічна; такі рослини трапляються в найрізноманітніших родинах. У повному складі до сукулентів належать всі представники родин аїзових і дідієрієвих, а також багато родів родин ластівневих, товстянкових, агавових, асфоделових, молочайних. Сукуленти є навіть серед таких родин, як ароїдні (заміокулькас), бромелієві (дікія), виноградові (цисус чотирикутний). Багато видів сукулентів занесено до «Конвенції з міжнародної торгівлі вимираючими видами дикої фауни і флори», а також до червоних книг країн світу.

## Класифікація
Розрізняють стеблові та листяні сукуленти.
- Стеблові сукуленти: зберігають вологу в потовщеному, часто ребристому, стеблі. Листя зазвичай дрібне або редуковане в колючки. Прикладом можуть слугувати кактуси та деякі види молочаїв (Euphorbia). Серед стеблових сукулентів можна виділити підгрупу, звану каудексоформною. Ці рослини запасають вологу в дуже потовщеній частині стебла або кореня — каудексі. Представниками каудексоформних є аденіум, ятрофа, аденія, пахіподіум.
- Листяні сукуленти: зберігають вологу в товстому листі. Приклади: ечеверія, літопс, алое, агава, хавортія, пахіфітум, товстянка.

## Групи суперсукулентів
Серед сукулентів часто виділяють окрему групу суперсукулентних рослин, або «живих камінців». Вони являють собою суцільний ідеальний резервуар для накопичення рідини, непотрібні частини рослини просто зникли. Назву суперсукулентів вони дістали тому, що від звичайних сукулентів їх відрізняють ще екстремальніші умови існування. У місцях їх зростання часто роками не буває дощів. Ці рослини здатні перенести спеку, різкі коливання добових температур, яка коливається від +70 °С вдень, до 0 °С вночі. Вони належать до великої родини аїзових, але деякі фахівці виділяють їх в окрему родину мезембріантемових. За даними Якобсена, у родину входить 111 родів.
Живими камінцями їх називають через схожість на гальку та інші породи каменів. До них належать такі роди як: літопс, конофітум, тітанопсіс, аргіродерма, лапідарія, муїрія, дінтерантус, швантезія, плейоспілос, фаукарія, фенестрарія, фрітія, глотіфілум, алоїнопсіс, ромбофілум, офтальмофілум та інші.

## Сукуленти в Україні
Окрім приватних колекцій та ботанічних садів, сукуленти трапляються на території України й у дикій природі. Серед них є як «місцеві мешканці» (молодило та очиток), так і «варяги», що акліматизувалися в наших умовах. Насамперед це деякі види опунцій, що ростуть у дикій природі на південному узбережжі Криму.

## Застосування
Сукулентні рослини широко застосовують в озелененні житлових приміщень при створенні мікроландшафтних композицій та аматорських колекцій. Оригінальність зовнішності в них поєднується з надзвичайною невибагливістю. Уродженці посушливих районів, вони чудово переносять сухе повітря квартир. Для доброго росту більшості з них потрібні легкий, вологопроникний ґрунт, яскраве сонячне освітлення, помірний полив у період росту, прохолодне та майже сухе утримання в період спокою, який у більшої частини видів припадає на зиму. Багато видів сукулентів протягом всього року легко розмножується стеблами і листовими живцями.
У медицині, зокрема й у народній, широко застосовують алое та каланхое. У фармакології також застосовують деякі види агав, з яких виробляють гормональні препарати, та гудія, яку використовують як засіб для зниження ваги. Opuntia ficus-indica і зараз залишається одною з найулюбленіших харчових рослин мексиканців. Опунції ж вирощують для створення живих загорож. З агав виробляють алкогольні напої: пульке, мескаль та текілу.

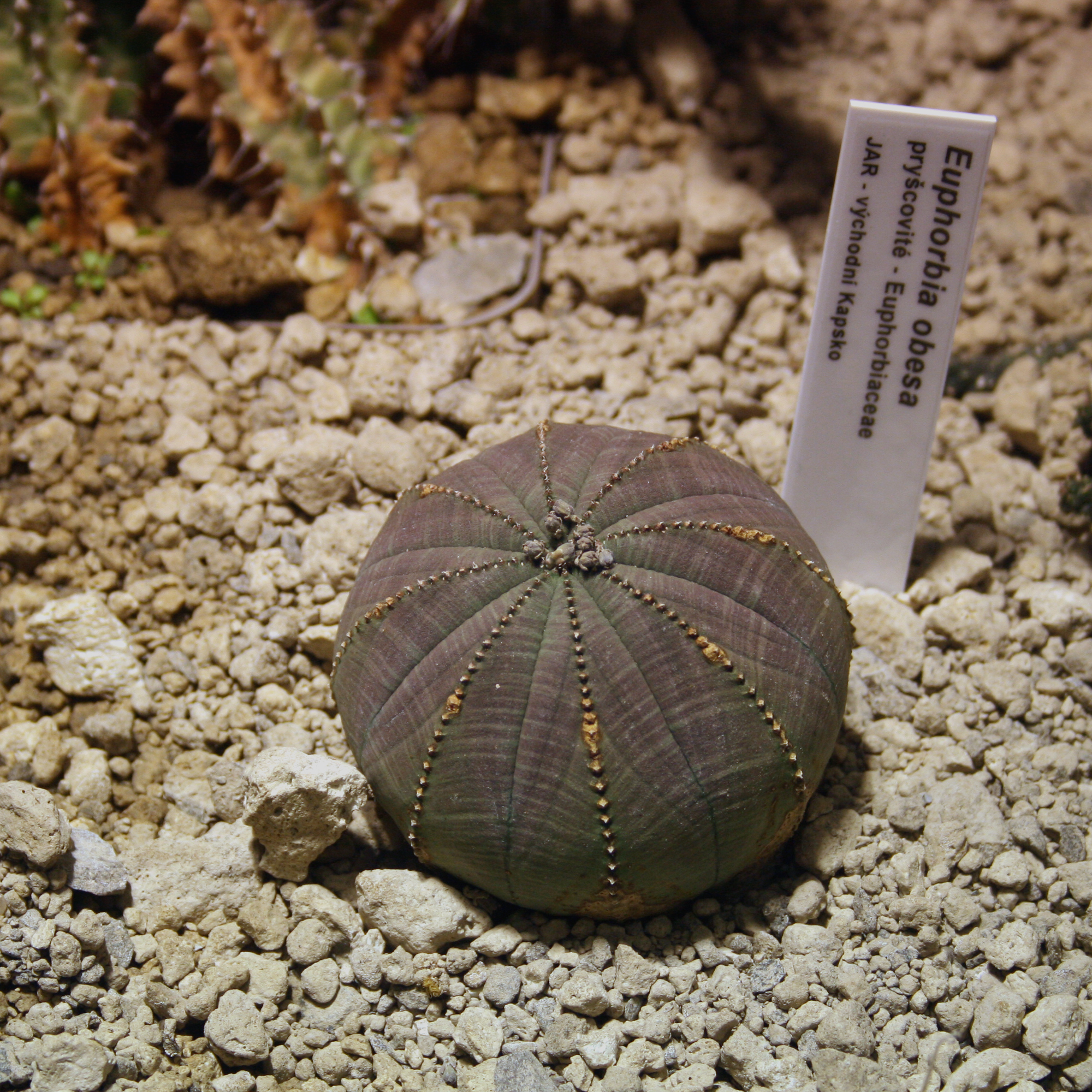
Euphorbia (Молочай) obesa — типовий стебловий сукулент
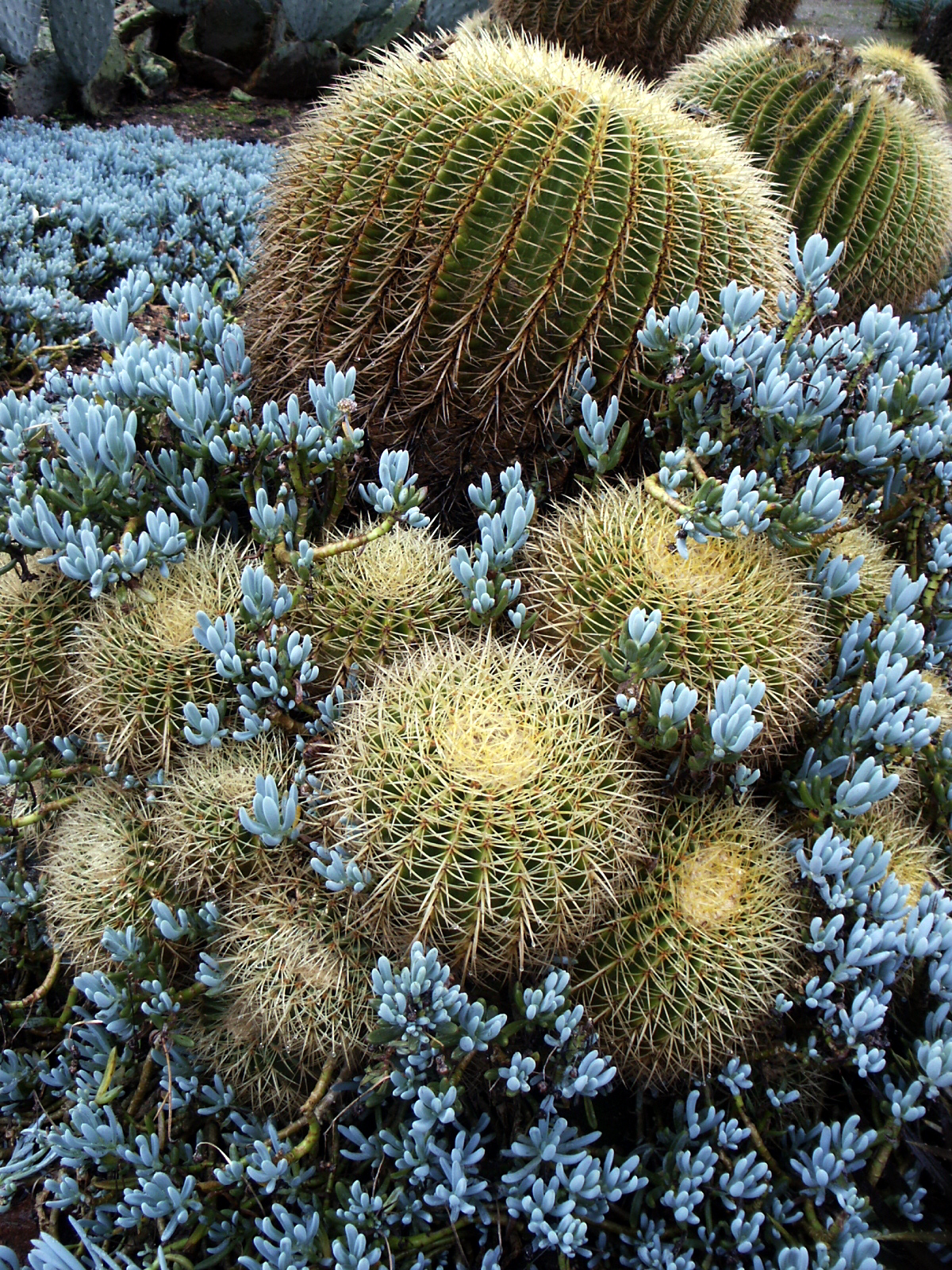
Кактуси - теж сукуленти
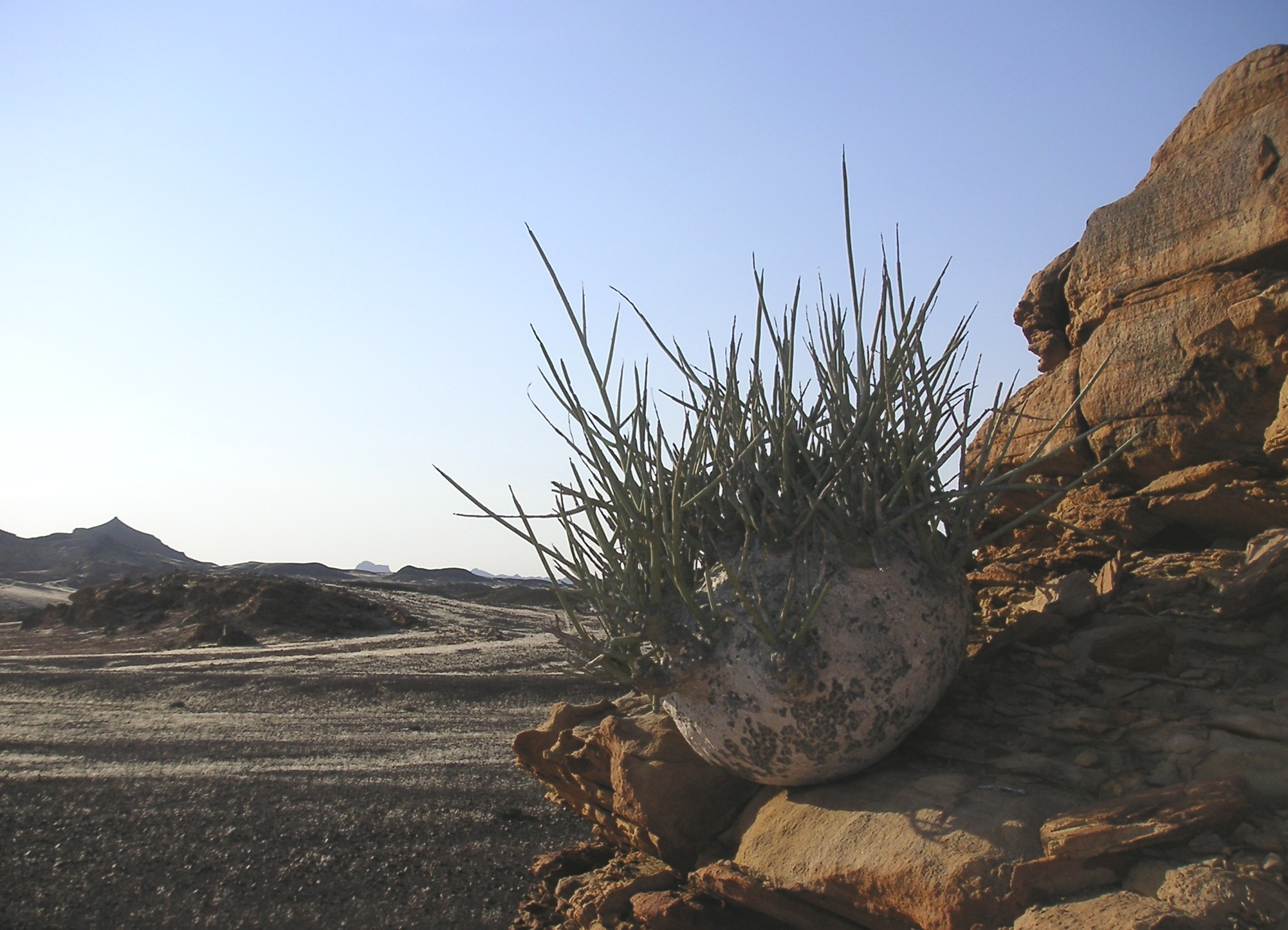
Аденія — яскравий представник каудексоформних
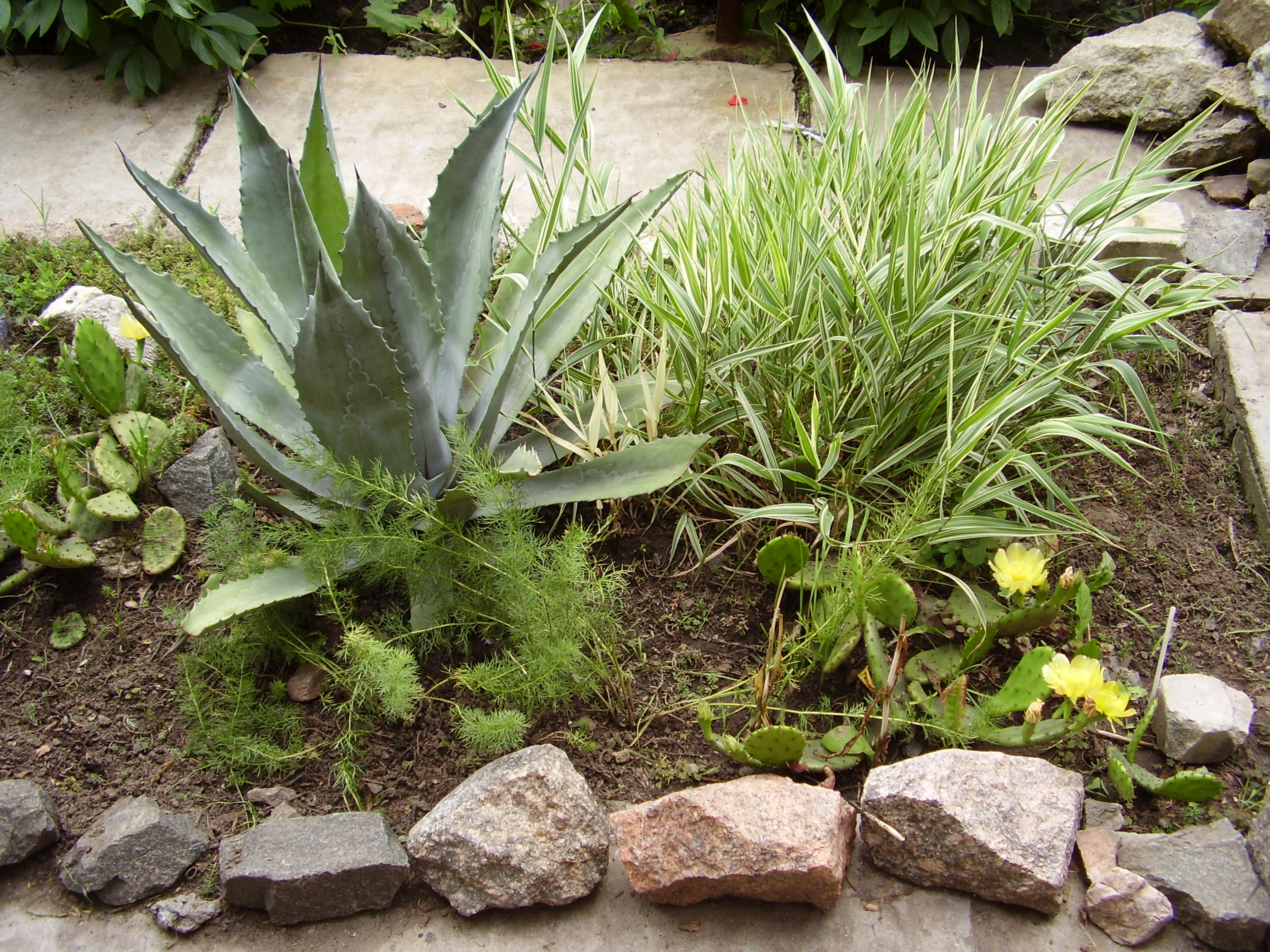
Сукуленти на українському подвір'ї
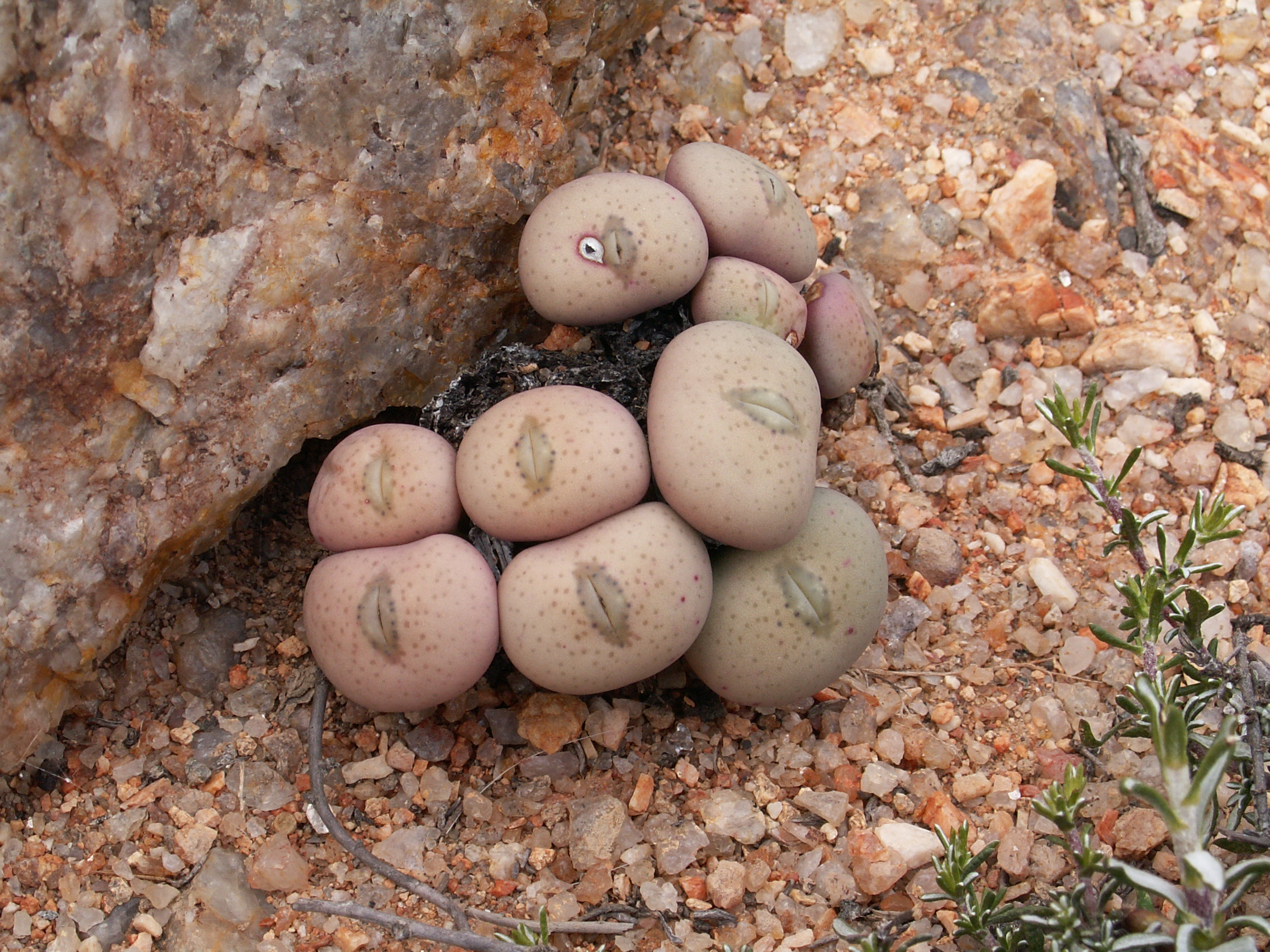
Живі камінці - конофітуми
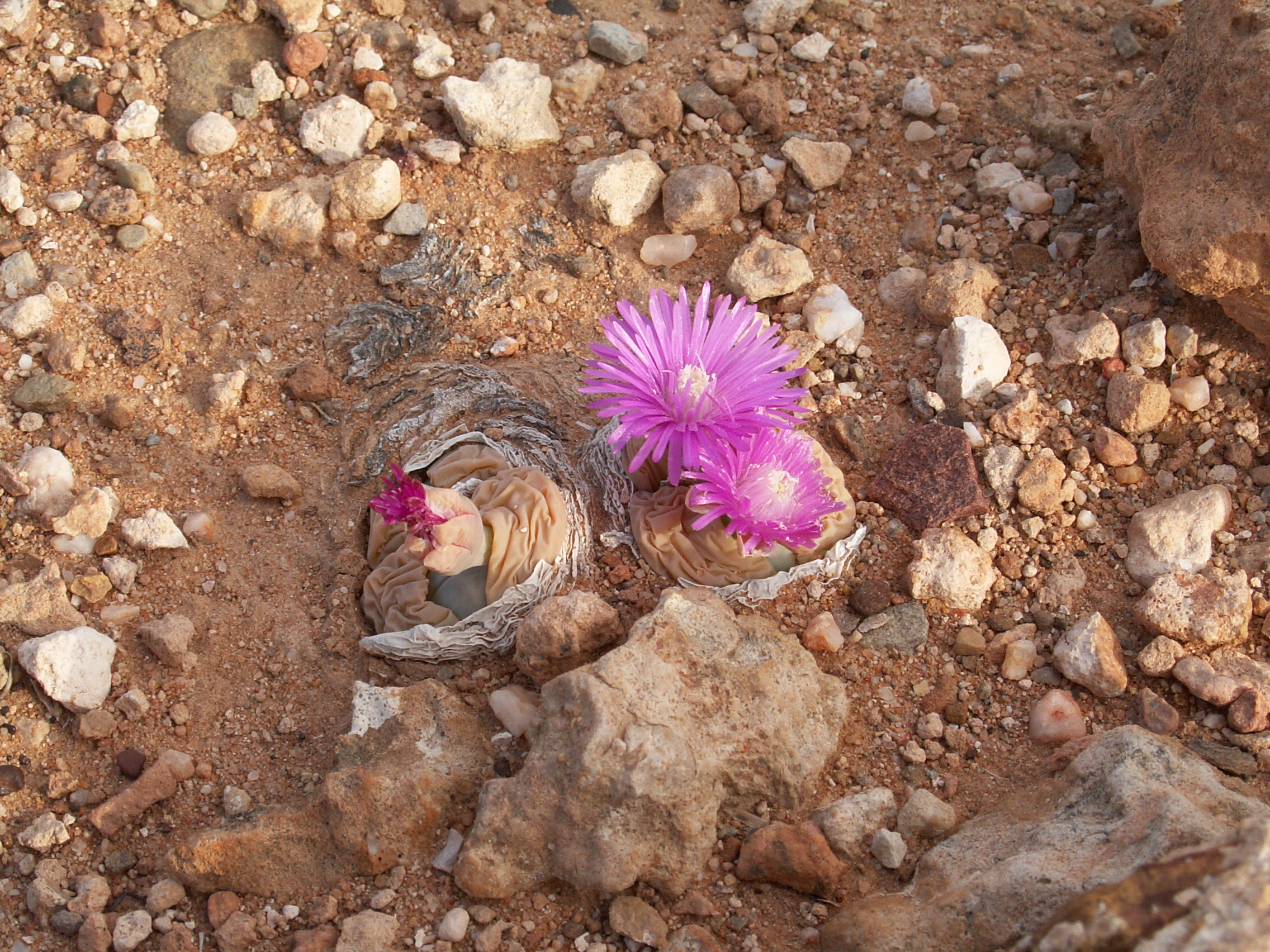
Квіти пустелі
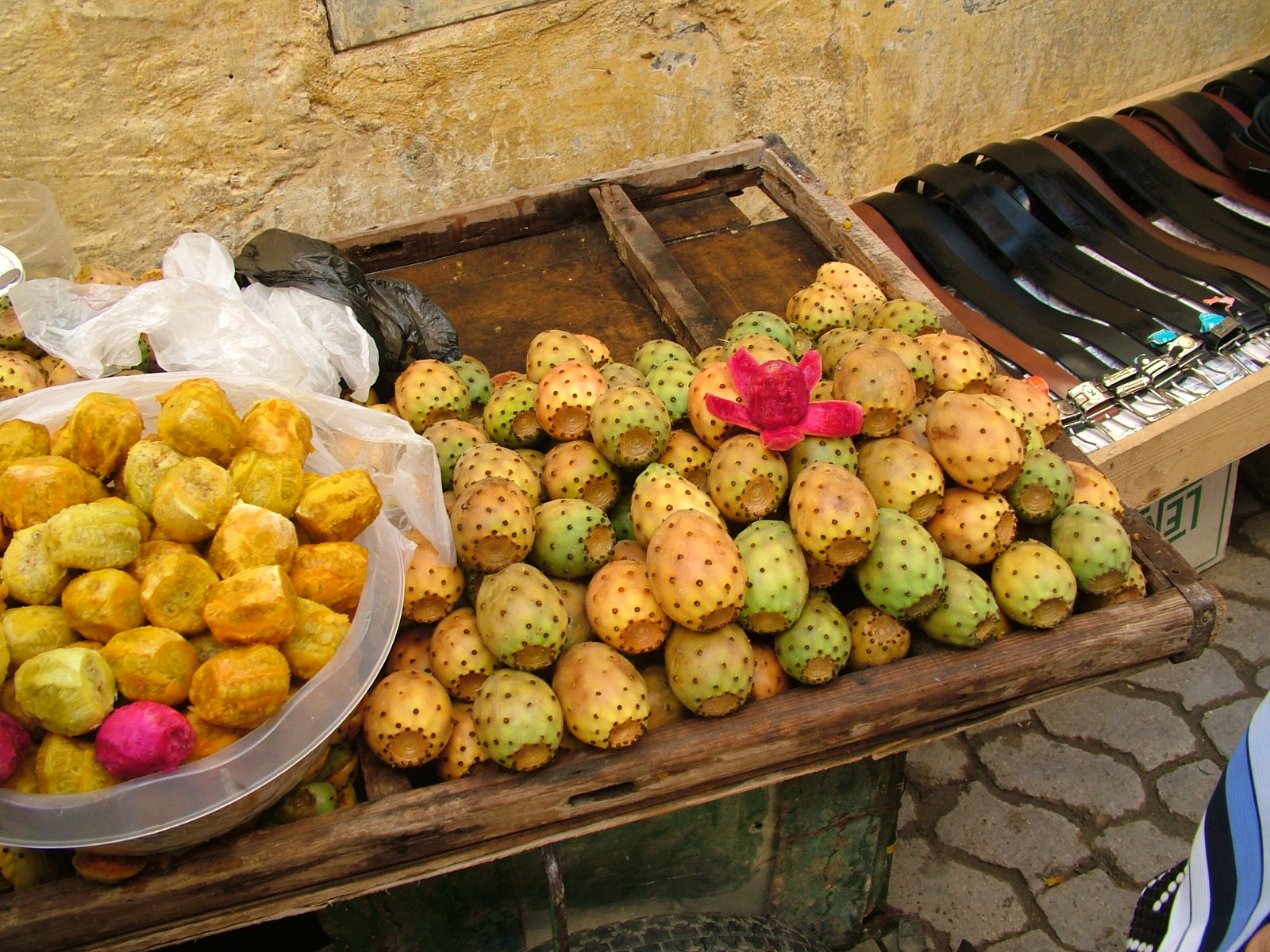
Плоди опунції вживають у їжу
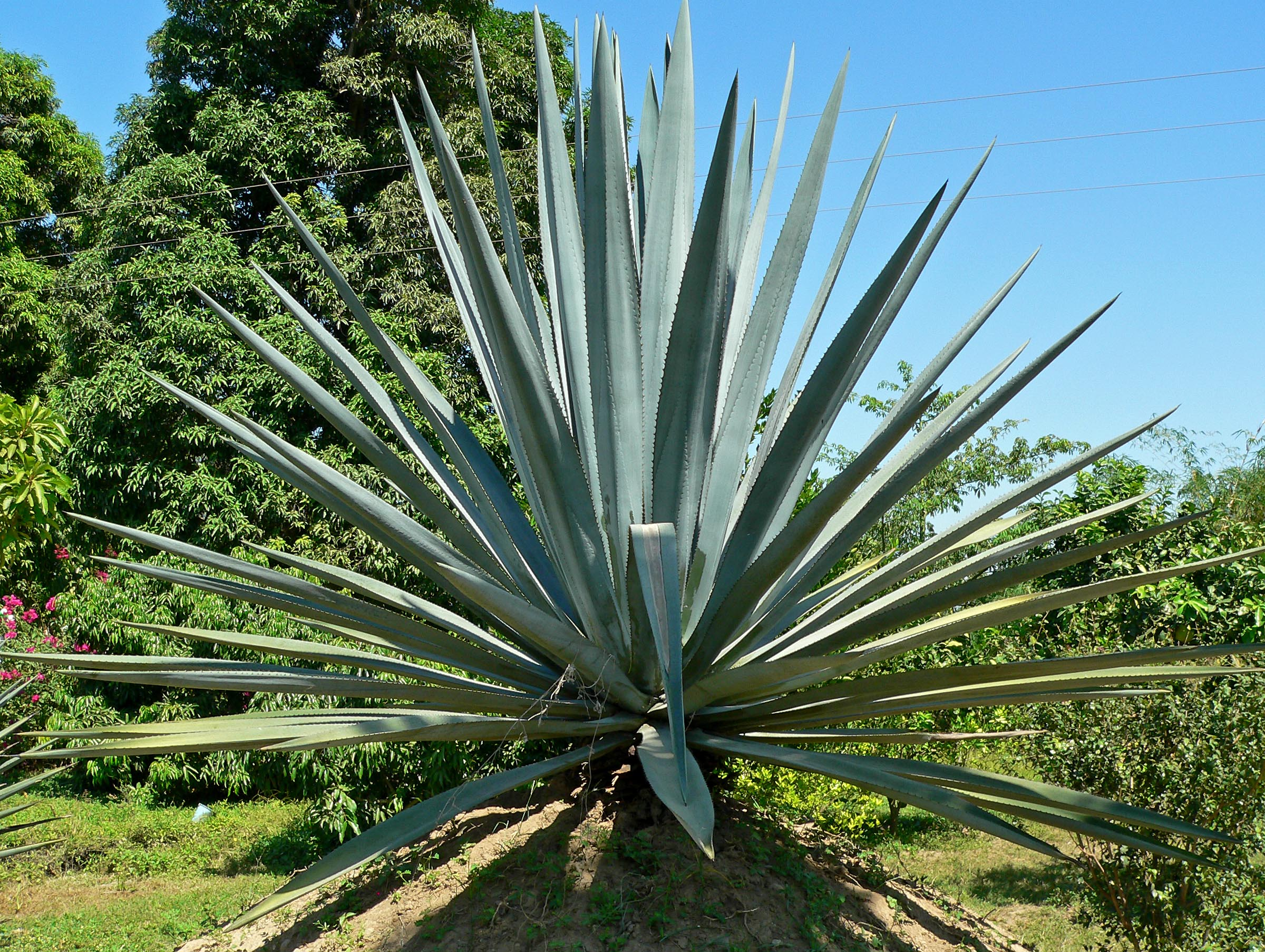
З цієї агави роблять текілу